# Tresigallo
Tresigallo ist eine Fraktion der italienischen Gemeinde (comune) Tresignana in der Provinz Ferrara, Region Emilia-Romagna.

## Geografie
Der Ort liegt etwa 21 Kilometer östlich von Ferrara in der Po-Ebene auf der orographisch linken Seite des Po di Volano, einem Nebenarm des Po.

## Geschichte
Die Ursprünge der Gemeinde liegen im Mittelalter. Der Palazzo Pio geht auf das Haus Este zurück.
In den 1930er Jahren wurde auf Betreiben von Edmondo Rossoni die Rekonstruktion des alten Ortskerns im rationalistischen Stil begonnen. Das hat dem Ort die Bezeichnung Città d’Arte eingebracht.
Tresigallo war bis 2018 eine eigenständige Gemeinde und schloss sich am 1. Januar 2019 mit der Nachbargemeinde Formignana zur neuen Gemeinde Tresignana zusammen. Zur ehemaligen Gemeinde gehörten auch die Ortsteile: Final di Rero, Rero und Roncodigà.

## Persönlichkeiten
- Diego Marani (* 1959), Übersetzer und Schriftsteller
- Edmondo Rossoni (1884–1965), Gewerkschafter und Politiker

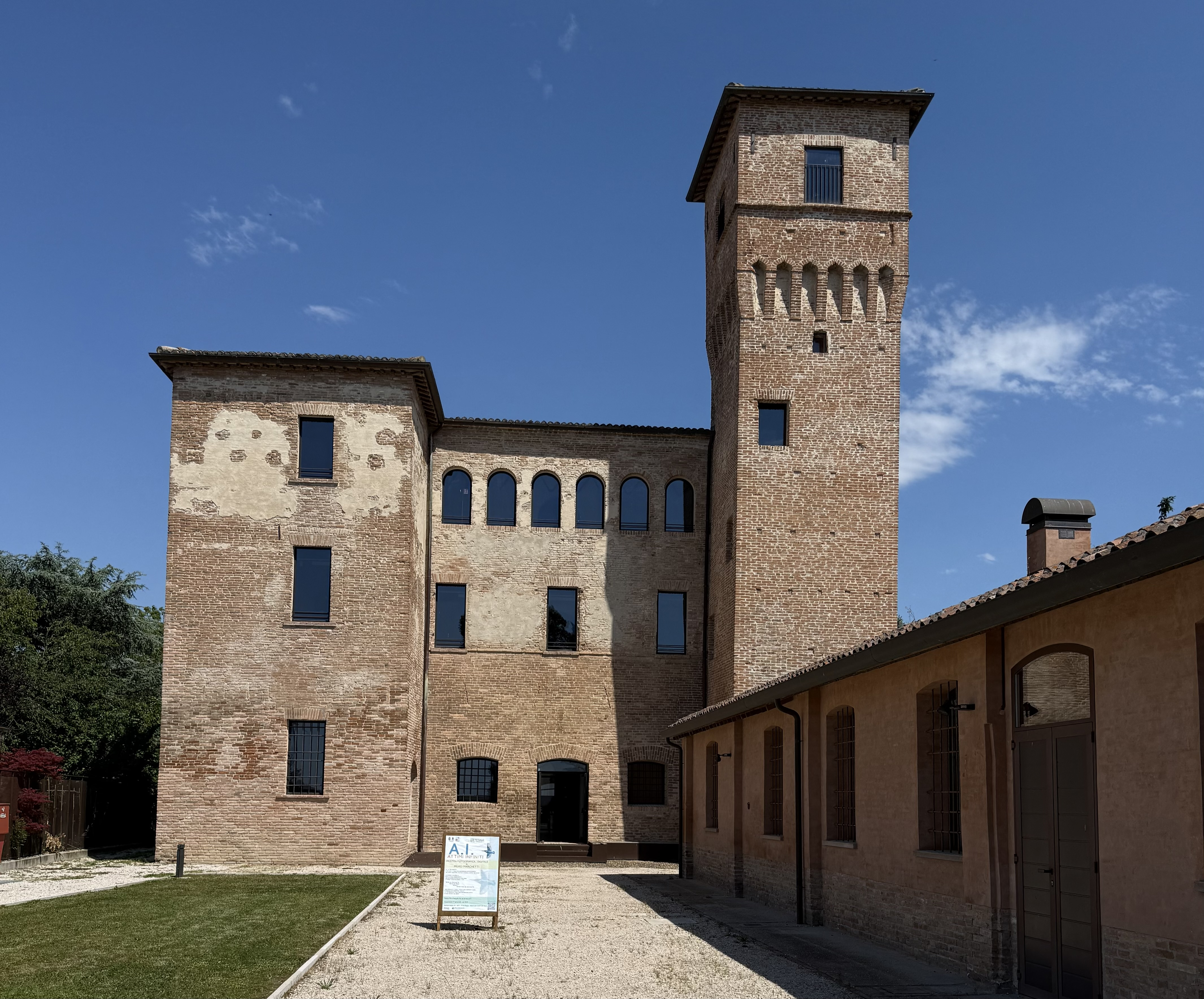
Palazzo Pio (2025)
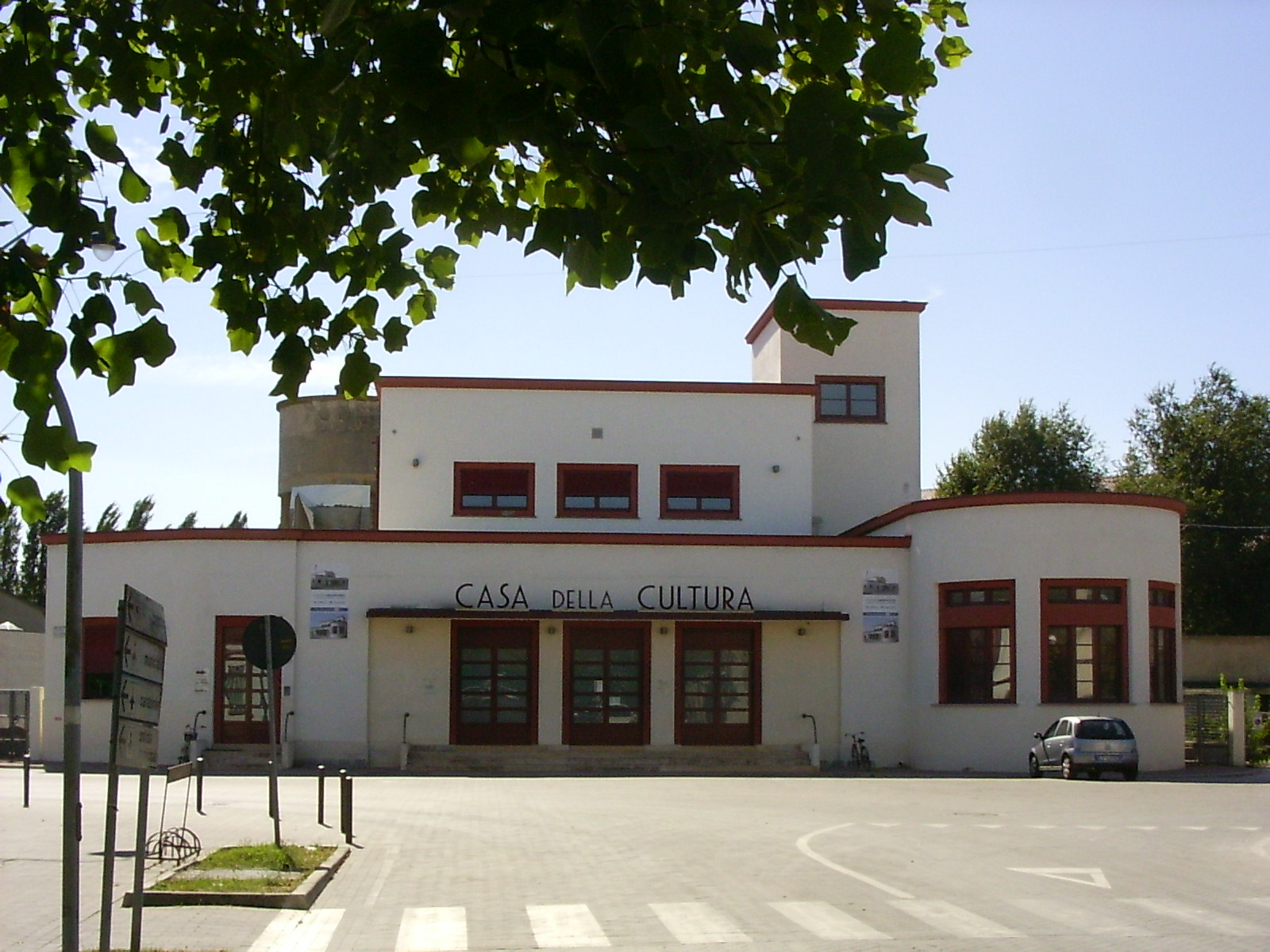
Kulturhaus